# Farmaceutyczna Spółdzielnia Pracy „Galena”
Farmaceutyczna Spółdzielnia Pracy „Galena” – polski producent farmaceutyczny z siedzibą we Wrocławiu. FSP Galena jest wytwórcą leków (zarówno na receptę, jak i dostępnych bez niej) oraz suplementów diety. Dzięki własnemu Wydziałowi Syntez Chemicznych przedsiębiorstwo produkuje także aktywne substancje farmaceutyczne (API) takie jak; Etamsylate czy Potasium guaiacolsulfonate. Jest jedynym producentem substancji czynnej Calcium dobesilate w Polsce. Poza produkcją na własne potrzeby, spółdzielnia oferuje również usługi produkcji kontraktowej oraz badań mikrobiologicznych dla innych podmiotów.

## Historia
Farmaceutyczna Spółdzielnia Pracy „Galena” została założona w 1946 roku. Pierwszy statut spółdzielni pracy został wydany przez Związek Rewizyjny Spółdzielni Rzeczypospolitej Polskiej w Łodzi w czerwcu 1946 roku. Początkowo siedziba przedsiębiorstwa znajdowała się przy ul. ks. Witolda we Wrocławiu, gdzie rozpoczęła się produkcja leków w postaci tabletek, syropów oraz maści. W latach 1949–1950 firma zmieniła lokalizację i przeniosła się na ul. Kruczą 62, która pozostaje główną siedzibą FSP Galena do dziś. W nowym miejscu uruchomiono produkcję aktywnych substancji farmaceutycznych. W latach 60. XX wieku powstał nowy zakład produkcyjny firmy, położony przy ul. Dożynkowej we Wrocławiu. W latach 90. rozbudowano go o nowy Wydział Produkcji Leków. Od 2009 roku Galena inwestowała w modernizację własnego parku technologicznego za pomocą projektów współfinansowanych przez Unię Europejską z Europejskiego Funduszu Rozwoju Regionalnego oraz budżetu państwa w ramach Regionalnego Programu Operacyjnego dla Województwa Dolnośląskiego na lata 2007–2013.

## Produkty
Suplementy diety:
- probiotyki (Enterobiotic)
- witaminy i minerały (DayMag, NeoVit D3)
- preparaty okulistyczne (OkoPro Premium)
- preparaty wspomagające odporność (Immunoinfec)

Kosmetyki:
- preparaty do pielęgnacji nóg (Galvenox Soft)

Leki dostępne bez recepty (OTC):
- leki przeciwkaszlowe (Toselix Forte)
- leki wykrztuśne (Syrop z Sulfogwajakolem)
- leki stosowane w infekcjach dróg oddechowych (Fenspogal)
- leki przeciwhistaminowe (Loratadyna Pylox)
- leki przeciwbólowe i przeciwgorączkowe (Acenol, Paracetamol Galena)
- leki antyseptyczne (Kalium hypermanganicum)
- leki stomatologiczne (Nipas)

Leki na receptę (Rx):
- leki uszczelniające naczynia (Cyclonamine, Galvenox)
- leki stosowane w cukrzycy (Metformin Galena 850 mg)
- leki przeciwhistaminowe (Dehistar)
- leki kardiologiczne (Galpent)
- leki przeciwpsychotyczne

## Certyfikaty
Oba zakłady produkcyjne firmy (przy ul. Dożynkowej 10 i przy Kruczej 62) posiadają Certyfikat Dobrej Praktyki Wytwarzania. Firma posiada również certyfikat zgodności procedur z normą ISO 14001:2004 wydany przez Veritas Quality International Polska. Trzy spośród wytwarzanych przez spółdzielnię substancji czynnych (etamsylat, dobezylan wapnia jednorodny oraz sulfogwajakol) posiadają również certyfikat dobrych praktyk produkcyjnych GMP.